# Биогенез (Секретные материалы)
«Биогенез» (англ. «Biogenesis») — 22-й эпизод 6-го сезона сериала «Секретные материалы». Премьера состоялась 16 мая 1999 года на телеканале FOX. Эпизод «Биогенез» является важным сюжетом для сериала наряду с «Шестым вымиранием» и «Шестым вымиранием II: Любовь к судьбе» и ввел новые аспекты главной мифологии сериала. Эпизод был написан в связи с увлечением создателя сериала Криса Картера теорией, что инопланетяне были вовлечены в величайшие вымирания, которые происходили миллионы лет назад. Режиссёр — Роб Боумен, автор сценария — Крис Картер, приглашённые звёзды — Митч Пиледжи, Николас Леа, Мими Роджерс, Уильям Брюс Дэвис.
В США серия получила рейтинг домохозяйств Нильсена, равный 9,4, который означает, что в день выхода серию посмотрели 15,86 миллиона человек.
Главные герои серии — Фокс Малдер (Дэвид Духовны) и Дана Скалли (Джиллиан Андерсон), агенты ФБР, расследующие сложно поддающиеся научному объяснению преступления, называемые Секретными материалами.

## Сюжет
В данном эпизоде Малдер и Скалли исследуют странную скалу с артефактами из письменности навахо, найденную в Кот-д’Ивуаре на месте смерти африканского ученого. Начинающееся ухудшение психического здоровья Малдера в Вашингтоне приводит его к обращению за помощью к агенту Фоули. Решимость Скалли опровергнуть теорию, что жизнь на Земле началась с инопланетных охотников, приводит её в Нью-Мексико, где она находит умирающего Альберта Хостина, который обнаружил, что скала с артефактами включает отрывки из Библии и карту человеческого генома. В то время, как Малдер томится в психиатрической больнице, Скалли внезапно решает поехать в Африку.